# زعفرانة (المنيا)
قرية زعفرانة  هي إحدي القرى التابعة لمركز أبو قرقاص بمحافظة المنيا في جمهورية مصر العربية. حسب إحصاءات سنة 2006، بلغ إجمالي السكان في زعفرانة 706 نسمة، منهم 363 رجل و343 امرأة.